# Estación Osorno
Osorno es una estación que está ubicada en la comuna chilena de Osorno, en la X Región de Los Lagos. El edificio actual se ubica a 200 m de la antigua estación, que fue construida con el Ferrocarril Valdivia a Osorno, e integrado luego al Ferrocarril Central (continuación de la primera etapa del Ferrocarril Santiago - Curicó). Es parte de la Red Sur de la Empresa de los Ferrocarriles del Estado.

## Historia
Aunque el servicio ferroviario comenzó a funcionar en 1895, recién en 1917 se inaugura el actual edificio que albergó a la estación de ferrocarriles. Sin embargo, en 1963 se construye la nueva y actual estación de trenes, siendo en 1964 inaugurada.
Estuvo operativa hasta 1996, con el «Rápido de Los Lagos», tren que unía Santiago con Puerto Montt, además para la operación de los trenes cargueros por la empresa Fepasa.
Fue remodelada, en el año 2005, para que el 6 de diciembre de ese año se inaugurase el tren Regional Temuco-Puerto Montt, con dos frecuencias diarias por sentido. El 28 de diciembre se incrementa las frecuencias y se hace un servicio sabatino de Puerto Montt - Osorno y viceversa (1 de enero de 2006). Pero este fue suprimido el 4 de enero del mismo año, fecha en que se reorganizó el servicio, volviéndose a dos frecuencias diarias por sentido entre Temuco - Puerto Montt.
El 27 de marzo de 2006, se incorporan las estaciones de Victoria y Lautaro, al servicio regional.
El 2 de octubre de 2006, se reanuda el servicio Osorno - Puerto Montt y viceversa, en forma diaria.
En 2007 se suprime de forma definitiva el tren de Victoria a Puerto Montt por diversas irregularidades del servicio, fallas mecánicas y constantes retrasos. Para evitar el abandono del edificio de la estación, se intentó hacer un centro de eventos, sin embargo, la propuesta no se concretó. El recinto es propiedad de la Empresa de Ferrocarriles y está administrado por su filial FESUR. Actualmente la estación no recibe pasajeros y las instalaciones son utilizadas para dar espacio a un Museo Interactivo.